# Antoniv, Ciortkiv
Antoniv (în ucraineană Антонів) este un sat în comuna Svîdova din raionul Ciortkiv, regiunea Ternopil, Ucraina.

## Demografie
Componența lingvistică a localității Antoniv
     Ucraineană (100%)
Conform recensământului din 2001, toată populația localității Antoniv era vorbitoare de ucraineană (100%).